# Papier dziełowy
Papier dziełowy to rodzaj papieru, stosowany wyłącznie w druku książek. Cechuje go większy wolumen od papieru drukowego zwykłego, przez co książki uzyskują większą objętość niż przy stosowaniu papieru zwykłego drukowego. Papier ten często posiada deseń prążków podłużnych i poprzecznych ("żeberkowanie"), wykonywanych na maszynie papierniczej. Papier o jednolitym przezroczu nazywa się welinowym.